# سیارک ۶۷۱۷
سیارک ۶۷۱۷ (به انگلیسی: 6717 Antal، نامگذاری:1990TU10) شش هزار و هفتصد و هفدهمین سیارک کشف شده‌است که در ۱۰ اکتبر ۱۹۹۰ کشف شد.
قدر مطلق سیارک برابر ۱۳٫۰۰ است.